# Hafizh Syahrin
$Hafizh Syahrin, né le 5 mai 1994 à Selangor est un pilote de vitesse moto malaisien. Il est surnommé "El pescao" pour ses prouesses par temps de pluie.   

## Statistiques

### Par saison
Hafizh Syahrin fait son apparition en grand prix dans la catégorie Moto2 en 2011. Il est au guidon d'une Moriwaki.
Pour l'année 2012, il grimpe sur une FTR et se classe 23e du championnat Moto2 avec 16 points marqués tout le long de la saison.
Viens ensuite le passage sur une Kalex, toujours dans la catégorie Moto2. Il intègre le team Petronas en 2013.
Le pilote malaisien va passer 5 années chez le team Petronas en constante amélioration. Il marque donc 1 point en 2013 se classant 29e du championnat Moto2. En 2014, il marque 42 points et classe 29e du championnat Moto2. 64 points sont marqués en 2015, il se place à la 16e. C'est lors de l'année 2016 qu'il effectue sa meilleure saison : 118 points marqués qui lui font se placer à la 9e place du championnat Moto2. La saison 2017 montrant sa régularité, il finit par décrocher sa place dans le championnat MotoGP.  
En 2018, il intègre le team Monster Yamaha Tech3 au guidon d'une Yamaha YZR M1. Il fait équipe avec le français Johann Zarco. Il se classe 17e en fin de saison, avec un total de 17 points. Au vu de sa première saison MotoGP très intéressante, Hervé Poncharal patron de Tech3 décide de le renouveler pour la saison 2019.  
Il reste donc dans le team Tech3, mais change de machine. En effet, pour la saison 2019, le team s'équipe de machines KTM. Il fait donc équipe avec le portugais Miguel Oliveira, rookie venant du championnat Moto2.

### Statistiques par catégorie
(Mise à jour après le Grand Prix moto des Pays-Bas 2018 )
| Catégorie | Année     | 1er GP   | 1er Podium | 1re Victoire | Courses | Victoires | Podiums | Pole | M.tours¹ | Points | Titres |
| --------- | --------- | -------- | ---------- | ------------ | ------- | --------- | ------- | ---- | -------- | ------ | ------ |
| Moto2     | 2011-2017 | MAL 2011 | MAL 2012   |              | 78      | 0         | 3       | 0    | 1        | 347    | 0      |
| MotoGP    | 2018-     | QAT 2018 |            |              | 8       | 0         | 0       | 0    | 0        | 17     | 0      |
| Total     | 2011-     |          |            |              | 84      | 0         | 1       | 0    | 3        | 364    | 0      |

### Résultats détaillés
(Mise à jour après le  Grand Prix moto du Qatar 2021 )
(Les courses en gras indiquent une pole position; les courses en italiques indiquent un meilleur tour en course)
| Année | Catégorie | Moto     | 1       | 2      | 3       | 4      | 5       | 6       | 7       | 8       | 9      | 10      | 11      | 12     | 13      | 14     | 15     | 16      | 17      | 18      | 19     | Position | Points |
| ----- | --------- | -------- | ------- | ------ | ------- | ------ | ------- | ------- | ------- | ------- | ------ | ------- | ------- | ------ | ------- | ------ | ------ | ------- | ------- | ------- | ------ | -------- | ------ |
| 2011  | Moto2     | Moriwaki | QAT     | SPA    | POR     | FRA    | CAT     | GBR     | NED     | ITA     | GER    | CZE     | IND     | RSM    | ARA     | JPN    | AUS    | MAL 20  | VAL     |         |        | NC       | 0      |
| 2012  | Moto2     | FTR      | QAT     | SPA    | POR     | FRA    | CAT     | GBR     | NED     | GER     | ITA    | IND     | CZE     | RSM    | ARA     | JPN    | MAL 3  | AUS     | VAL     |         |        | 23e      | 16     |
| 2013  | Moto2     | Kalex    | QAT     | AME    | ESP     | FRA 21 | ITA     | CAT 18  | NED     | GER     | IND    | CZE     | GBR     | RSM    | ARA     | MAL 15 | AUS    | JPN     | VAL Ab. |         |        | 29e      | 1      |
| 2014  | Moto2     | Kalex    | QAT 15  | AME 15 | ARG 20  | SPA 21 | FRA 15  | ITA 25  | CAT Ab. | NED 10  | GER 18 | IND 7   | CZE 13  | GBR 8  | RSM 20  | ARA 11 | JPN 8  | AUS Ab. | MAL Ab. | VAL 16  |        | 19e      | 42     |
| 2015  | Moto2     | Kalex    | QAT 12  | AME 6  | ARG 10  | ESP 12 | FRA 9   | ITA Ab. | CAT 14  | NED 15  | GER 16 | IND Ab. | CZE 14  | GBR 16 | RSM 18  | ARA 7  | JPN 5  | AUS 16  | MAL 8   | VAL Ab. |        | 16e      | 64     |
| 2016  | Moto2     | Kalex    | QAT 4   | ARG 6  | AME 16  | ESP 11 | FRA 8   | ITA 5   | CAT 4   | NED Ab. | GER 7  | AUT 21  | CZE 6   | GBR 4  | RSM 7   | ARA 14 | JPN 13 | AUS Ab. | MAL 5   | VAL 15  |        | 9e       | 118    |
| 2017  | Moto2     | Kalex    | QAT Ab. | ARG 10 | AME 11  | ESP 13 | FRA 11  | ITA 12  | CAT 9   | NED 8   | GER 11 | CZE 15  | AUT 10  | GBR 17 | RSM 2   | ARA 16 | JPN 3  | AUS 16  | MAL 6   | VAL 6   |        | 10e      | 106    |
| 2018  | MotoGP    | Yamaha   | QAT 14  | ARG 9  | AME Ab. | SPA 16 | FRA 12  | ITA 12  | CAT Ab. | NED 18  | GER 11 | CZE 14  | AUT 16  | GBR C  | RSM 19  | ARA 18 | THA 12 | JPN 10  | AUS Ret | MAL 10  | VAL 10 | 16e      | 46     |
| 2019  | MotoGP    | KTM      | QAT 20  | ARG 16 | AME 18  | SPA 19 | FRA 14  | ITA Ab. | CAT Ab. | NED 15  | GER 16 | CZE Ab. | AUT Ab. | GBR 13 | RSM 15  | ARA 21 | THA 20 | JPN 19  | AUS 15  | MAL 16  | VAL 15 | 23e      | 9      |
| 2020  | Moto2     | Speed Up | QAT 19  | ESP 6  | AND Ab. | CZE 9  | AUT Ab. | STY     | RSM Ab. | EMR 19  | CAT 18 | FRA 15  | ARA 19  | TER 13 | EUR Ab. | VAL 19 | POR 21 |         |         |         |        | 21e      | 21     |
| 2021  | Moto2     | NTS      | QAT Ab. |        |         |        |         |         |         |         |        |         |         |        |         |        |        |         |         |         |        |          |        |

## Référence
1. ↑  « Officiel - Tech3 choisit Hafizh Syahrin pour la saison MotoGP »
2. ↑  « KTM Tech 3 »